# Celestino II (antipapa)
Este artículo trata sobre el antipapa Celestino II, para el papa del mismo nombre, véase Celestino II.
Celestino II (nacido como Teobaldo Boccapecci o Boccapeccora) (Thebaldus Buccapecuc en latín) es considerado papa electo o antipapa de la Iglesia católica. Su periodo sólo duró un día, del 16 al 17 de diciembre de 1124. Es uno de los dos hombres considerados como "papas electos" junto a Esteban II. Las circunstancias de su elección hicieron que se considere como legítimo sucesor de Calixto II a Honorio II.

## Biografía y antipapado
Teobaldo Boccapecci fue nombrado cardenal por Calixto II en el consistorio de diciembre de 1122 con el titulus de presbítero de Santa Anastasia. A la muerte de Calixto II, Boccapecci fue elegido papa el 16 de diciembre de 1124 en una confusa y caótica elección, en la que se apreció la lucha entre las familias romanas Pierleoni y Frangipani por el poder. Luego de la elección de Boccapecci (apoyado por los Pierleoni), y durante la ceremonia de investidura del nuevo pontífice, Roberto Frangipani y sus hombres armados irrumpieron por la fuerza al recinto y lo obligaron a renunciar.
Boccapecci era viejo al momento de ser elegido, y su elección se produjo después del fracaso de elegir a un candidato de compromiso entre los partidos rivales. Cuando el nuevo papa asistió a un Te Deum en presencia de los cardenales, donde sería solemnemente proclamado, fue atacado y agredido por los hombres de Frangipani, quienes proclamaron a otro cardenal, Lamberto Scannabecchi como papa bajo el nombre de Honorio II. Herido, conmocionado, y queriendo evitar un posible cisma, Celestino II se declaró dispuesto a renunciar al trono papal, lo que hizo formalmente el 17 de diciembre de 1124, y después nadie supo qué fue lo que pasó con él.
Scannabecchi dudó de la legalidad de su elección bajo tales circunstancias e informó el 21 de diciembre de 1124 a los cardenales presentes que también deseaba renunciar. Solo después de que todos los cardenales lo reconocieran como el papa legítimo se le pudo convencer de conservar la tiara.
Entonces, con la renuncia de Celestino II, Scannabecchi se convirtió en Honorio II el 21 de diciembre de 1124 y fue coronado ese mismo día. 
Luego de su renuncia, Celestino II desapareció. Varios historiadores suponen que falleció poco después debido al trato violento que recibió; otros descartan esto como pura especulación. Fue sucedido como cardenal presbítero de Santa Anastasia por un sacerdote llamado Pierre en diciembre de 1126, por lo que se puede asumir con certeza su fallecimiento en esa fecha.

## ¿Antipapa o papa efímero?
Celestino II generalmente es considerado en las listas papales como un antipapa, probablemente porque sus seguidores continuaban reclamando a favor de él. Algunas fuentes también lo consideran como tal. Según el historiador Salvador Miranda, como Boccapecci fue elegido legítimamente, no debería ser considerado un antipapa, pero como renunció antes de ser consagrado y entronizado, tampoco figura entre los papas. En este sentido, su caso se asemeja al de Esteban II quien murió antes de tomar posesión del cargo de papa. Entonces, ni Esteban II ni Celestino II son considerados como papas oficiales, ya que el papado de cada uno terminó incluso antes de que éste pudiera empezar. Por último, se debe tener en cuenta que dado que Boccapecci no es reconocido en la lista oficial de papas, su nombre y número fueron tomados por el papa legítimo, Celestino II.